# Aztlan (Titan)
Aztlan is een grote methaanzee op Saturnus' maan Titan, gelegen op coördinaten op 10°ZB en 20°WL. Het is vernoemd naar Aztlán, het mythische Azteekse thuisland.
Aztlan is ondiep met "vegen" van losse grond. Het wordt begrensd door de gebieden Xanadu in het westen, Senkyo in het oosten en Fensal in het noorden.